# Inlandslegitimierungszwang
Der Inlandslegitimierungszwang war eine Auflage der preußischen Regierung vor allem für polnische Wanderarbeiter aus Österreich-Ungarn und Russland, um die Saisonarbeiter an längeren Verweilzeiten restriktiv zu hindern.

## Geschichte
Aufgrund der Landflucht der deutschen Bevölkerung benötigte besonders die ostdeutsche Landwirtschaft dringend ausländische Arbeitskräfte. Um sich vor einer befürchteten Polonisierung zu schützen, erließ die preußische Regierung 1909 neben anderen restriktiven Maßnahmen den Inlandslegitimierungszwang. Die süddeutschen Teilstaaten folgten in dieser Hinsicht nicht der rigiden preußischen Ausländerpolitik.
Trotz der erheblichen Auflagen stellten die russischen und österreichischen Polen im Jahr 1910 zwei Drittel der 1,2 Millionen Arbeiter aus dem Ausland im damaligen Königreich Preußen.

### Legitimationskarten
Entlang der Ostgrenze kontrollierten 141 Filialen der Feldarbeiter-Zentralstelle den Einreiseverkehr. Einlass fanden nur Saisonarbeiter mit festem Arbeitsvertrag und Arbeitgeber. Die Nachweise berechtigten zum gebührenpflichtigen Erwerb einer Legitimationskarte als Aufenthaltstitel auf dem Territorium des Deutschen Reiches. Die Karten waren farblich sortiert, - Niederländer und Belgier erhielten blaue, Polen rote und Ruthenen gelbe Einwanderungserlaubnisse.

### Missbrauch
Die Vermerke verzeichneten Angaben zu Arbeitnehmer und Arbeitgeber. Der Arbeitnehmer bedurfte des Einverständnisses des Arbeitgebers, um den Arbeitsplatz zu wechseln. Ansonsten drohte die sofortige Abschiebung wegen "mangelndem Arbeitseifer" oder "Kontraktbruch".
Konnte sich ein polnischer Arbeiter nicht ausweisen, erfolgte sofort die Ausweisung wegen unrechtmäßigen Aufenthalts bzw. naheliegendem Verdacht auf Kontraktbruch. Die systemimmanente Diskriminierung insbesondere der polnischen Wanderarbeiter gab den Arbeitgebern freie Hand, die Arbeitnehmer auszubeuten. So war es gang und gäbe, einen Teil des vereinbarten Lohns als Kaution einzubehalten und später den Arbeitnehmer durch inhumane Behandlung zu provozieren, bis dieser des Vertragsbruchs schuldig befunden werden konnte. Die Polizei schob wiederum den Arbeitnehmer ab, der erfolgreich um seinen Lohn geprellt wurde.

## Wiedereinführung

### Weimarer Republik
Friedrich Heinrich Karl Syrup, Minister im Kabinett Schleicher erließ 1933 angesichts der sehr hohen Arbeitslosigkeit in Deutschland die Verordnung über ausländische Arbeitnehmer. Die Landesarbeitsämter führten den Inlandslegitimierungszwang wieder ein und erteilen "Arbeitskarten" und überwachen die Zugereisten (Mark Terkessidis, 2000).

### Bundesrepublik Deutschland
Das Verfahren wurde in den 1950er Jahren wieder eingeführt im Rahmen der Anwerbung von Gastarbeitern. (Mark Terkessidis, 2000).